# SynDROOM
SynDROOM is een Nederlands televisieprogramma dat werd uitgezonden door RTL 4. SynDROOM draait om mensen met het syndroom van Down, autisme en andere psychische stoornissen. De presentatie was in handen van Johnny de Mol. In 2015 won dit programma de vijftigste Gouden Televizier-Ring. In 2017 kwam De Mol met een spin-off, Hotel SynDROOM.

## Het programma
In iedere aflevering staan (meestal) twee personen met een verstandelijke beperking of stoornis centraal en een bepaalde wens die deze personen hebben. Presentator Johnny de Mol gaat met deze personen op stap en aan de slag om de wensdromen te realiseren.